# Andrey Kashechkin
Andreï Grigorievitch Kachetchkine (en russe : Андрей Григорьевич Кашечкин et en anglais : Andrey Kashechkin) est un cycliste kazakh, appartenant à la minorité russe né le 21 mars 1980 à Kyzylorda (République socialiste soviétique du Kazakhstan).

## Biographie

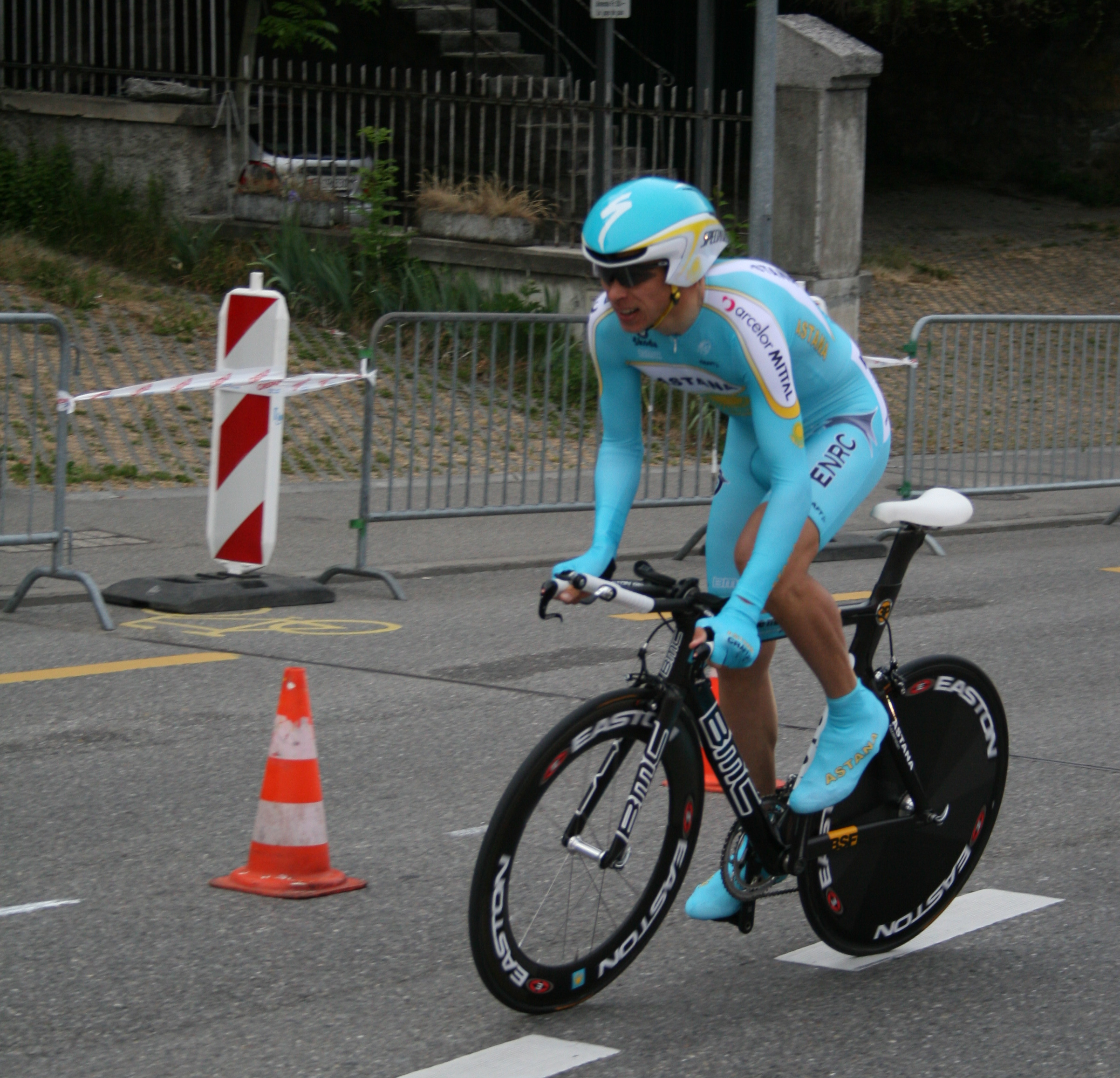
Andrey Kashechkin lors du prologue du Tour de Romandie 2007.

Kashechkin fait ses débuts professionnels en août 2001 dans l'équipe Domo-Farm Frites. Après avoir évolué au sein de l'équipe Crédit agricole, avec notamment une participation au Tour de France 2005 en tant qu'équipier de Christophe Moreau en haute montagne, il rejoint son compatriote et ami Alexandre Vinokourov, leader de l'Astana-Würth en 2006.
Andrey Kashechkin est la révélation du Tour d'Espagne 2006, où il obtient une victoire d'étape et finit troisième du classement général. Sa complicité avec Alexandre Vinokourov s'est particulièrement exprimée dans la dernière semaine de cette Vuelta lorsqu'il a, grâce à des attaques à répétitions, permis à son coéquipier de distancer Alejandro Valverde, alors promis à sa première victoire sur un grand tour.
En 2007, il dispute le Tour de France. Après un bon début (dans le top 10 du général), son équipe est exclue à la suite du contrôle positif d'Alexandre Vinokourov.
Le 8 août 2007, son équipe annonce qu'il a subi un contrôle sanguin positif le 1er août en Turquie, aux transfusions sanguines homologues, le même procédé que son ex-équipier Alexandre Vinokourov. Il est de ce fait immédiatement suspendu jusqu'à l'analyse de l'échantillon B. Celui-ci étant positif, il a été limogé par son équipe.
Par la suite, il a contesté la légitimité de l'Union cycliste internationale à effectuer des contrôles inopinés en invoquant la Convention européenne des droits de l'homme.
En septembre 2009, il revient à la compétition à l'occasion des championnats du monde, pour le contre-la-montre et la course en ligne. Il prend la 25e place du contre-la-montre et abandonne sur la course en ligne.
En juin 2010, on l'annonce en contacts avancés avec l'équipe Lampre, avec laquelle il signe finalement en juillet pour le reste de la saison. Son retour officiel à la compétition s'effectue lors du Brixia Tour 2010.
Il participe au Tour d'Espagne 2010, qu'il termine à la 18e place.
Déçu, lors du Tour de France, de ne pas avoir encore disputé un grand tour en 2011, il décide d'un commun accord avec l'équipe Lampre de rompre son contrat.
Le 4 août 2011, il signe un contrat avec son ancienne équipe Astana et participe au Tour d'Espagne 2011. En 2012, il revient en forme au Critérium du Dauphiné avec notamment une troisième place d'étape. Il est dans la sélection Astana pour le Tour de France, épreuve qu'il dispute pour la première fois depuis 2007. Il s'y classe 78e.
La saison 2013 est décevante. Sans grands résultats au printemps, il est pourtant, à nouveau retenu pour le Tour de France. Mais il abandonne dès la 3e étape, pour de supposés problèmes digestifs, déclenchant le courroux de ses directeurs sportifs Giuseppe Martinelli et Alexandre Vinokourov, révélant de nombreux conflits internes à l'équipe et lui enjoignant de se trouver une nouvelle formation. Et, effectivement, Kashechkin est écarté de l'équipe kazakhe pour la saison 2014.

## Palmarès et classements mondiaux

### Palmarès amateur
- 2000
  - Classement général du Triptyque des Barrages
  - 2e du Tour du Limbourg amateurs
  - 3e du Ster der Beloften
- 2001
  - Classement général du Triptyque des Monts et Châteaux
  - Côte picarde
  - 2e du Zesbergenprijs Harelbeke
  - 2e de la Flèche ardennaise
  - 3e de Liège-Bastogne-Liège espoirs

### Palmarès professionnel
- 2004
  - Classement général du Tour de Saxe
  - Grand Prix de Fourmies
  - 2e du championnat du Kazakhstan sur route
  - 3e du Rothaus Regio-Tour
- 2005
  - 3e du championnat du Kazakhstan sur route
  - 6e du championnat du monde du contre-la-montre
  - 9e du Critérium du Dauphiné libéré
- 2006
  -  Champion du Kazakhstan sur route
  - 18e étape du Tour d'Espagne
  - 6e étape de Paris-Nice
  - 3e du Tour d'Espagne
  - 3e de la Classique de Saint-Sébastien
  - 3e du Tour d'Allemagne
  - 5e de la Tour de Romandie
- 2007
  - 3e du Tour de Romandie
  - 3e du Critérium du Dauphiné libéré

### Résultats sur les grands tours

#### Tour de France
4 participations
- 2005 : 19e
- 2007 : exclusion de l'équipe Astana (16e étape)
- 2012 : 78e
- 2013 : abandon (3e étape)

#### Tour d'Espagne
5 participations
- 2002 : abandon
- 2006 : 3e, vainqueur de la 18e étape
- 2010 : 16e[14],[15]
- 2011 : 89e
- 2012 : 34e

### Classements mondiaux
| Année                  | 2005 | 2006 | 2007 | 2008 | 2009 | 2010 | 2011 | 2012 | 2013 |
| ---------------------- | ---- | ---- | ---- | ---- | ---- | ---- | ---- | ---- | ---- |
| Classement ProTour     | 130e | 5e   |      |      |      |      |      |      |      |
| Calendrier mondial UCI |      |      |      |      |      | 189e |      |      |      |
| UCI World Tour         |      |      |      |      |      |      |      | 213e | nc   |